# Albertus Boom
Albertus Boom (conocido como Bert Boom; Markelo, 6 de mayo de 1938) es un deportista neerlandés que compitió en ciclismo en la modalidad de pista, especialista en la prueba de medio fondo.
Ganó dos medallas en el Campeonato Mundial de Ciclismo en Pista, oro en 1969 y bronce en 1971.

## Medallero internacional
| Campeonato Mundial | Campeonato Mundial    | Campeonato Mundial | Campeonato Mundial |
| Año                | Lugar                 | Medalla            | Competición        |
| ------------------ | --------------------- | ------------------ | ------------------ |
| 1969               | Brno (Checoslovaquia) | Medalla de oro     | Medio fondo (A)    |
| 1971               | Varese (Italia)       | Medalla de bronce  | Medio fondo (A)    |